# Altinote capnodes
Altinote capnodes är en fjärilsart som beskrevs av Jordan. Altinote capnodes ingår i släktet Altinote och familjen praktfjärilar. Inga underarter finns listade i Catalogue of Life.